# Амантогай
Амантогай (каз. Амантоғай) — село в Амангельдинском районе Костанайской области Казахстана. Административный центр Амантогайского сельского округа. Находится на правом берегу реки Жалдамы, примерно в 41 км к северо-востоку от села Амангельды, административного центра района. Расположен на высоте 160 метров над уровнем моря. Код КАТО: 393437100.

## Население
В 1999 году численность населения села составляла 1276 человек (642 мужчины и 634 женщины). По данным переписи 2009 года, в селе проживал 1001 человек (488 мужчин и 513 женщин).

## Известные жители и уроженцы
- Жуманов, Шагир (1883 — ?) — Герой Социалистического Труда.